# Saint-Vigor
Saint-Vigor település Franciaországban, Eure megyében. Lakosainak száma 312 fő (2022. január 1.). Saint-Vigor Clef-Vallée-d'Eure, Autheuil-Authouillet, Fontaine-sous-Jouy és Reuilly községekkel határos.

## Népesség
A település népessége az elmúlt években az alábbi módon változott:
| Lakosok száma | 70   | 237  | 236  | 301  | 328  | 327  | 330  | 321  | 316  | 312  |
|               | 1968 | 1982 | 1990 | 2006 | 2013 | 2015 | 2017 | 2019 | 2020 | 2022 |